# Дехе, Виллем
Виллем Дехе (нидерл. Willem Dehé, в России Василий Васильевич Деге; 1 июня 1884, Гронинген — 8 февраля 1942, Сан-Франциско) — нидерландский виолончелист.
Сын скрипача Виллема Дехе (1858—1947), ученика Виллема Николаи, игравшего в Утрехтском муниципальном оркестре, а затем в Гронингене.
Учился в Амстердамской консерватории у Исаака Моссела, а также у Бернарда Зверса (теория) и Жана-Батиста Де Пау (клавир). Для завершения образования отправился в Лейпциг к Юлиусу Кленгелю. В 1904 году дебютировал на сцене как солист с оркестром студентов консерватории. В 1904—1908 гг. играл в Киеве в домашнем квартете князей Святополк-Четвертинских.
В 1910 году играл в оркестре в Риге, затем в Берлинской придворной опере. Далее некоторое время работал в Москве и других российских городах, в том числе в оркестре Сергея Кусевицкого, в оркестре Большого театра. В России женился на Марии Лукиной (1898—1978).
В 1920 году вернулся в Нидерланды, где непродолжительное время выступал как ансамблист, а затем проследовал в США. Выступал в составе камерного оркестра Жоржа Баррера. Затем обосновался в Сан-Франциско, играл в струнном квартете Антонио де Грасси (1880—1979), далее до конца жизни в Сан-Францисском симфоническом оркестре, в 1930—1934 гг. концертмейстер виолончелей. Выступал также в струнном квартете Наума Блиндера.